# رجا شحادة
رجا عزيز بولص شحادة (مواليد 1951) هو محام وكاتب فلسطيني، ولد في رام الله، والذي يعيش حاليا في رام الله، الضفة الغربية.

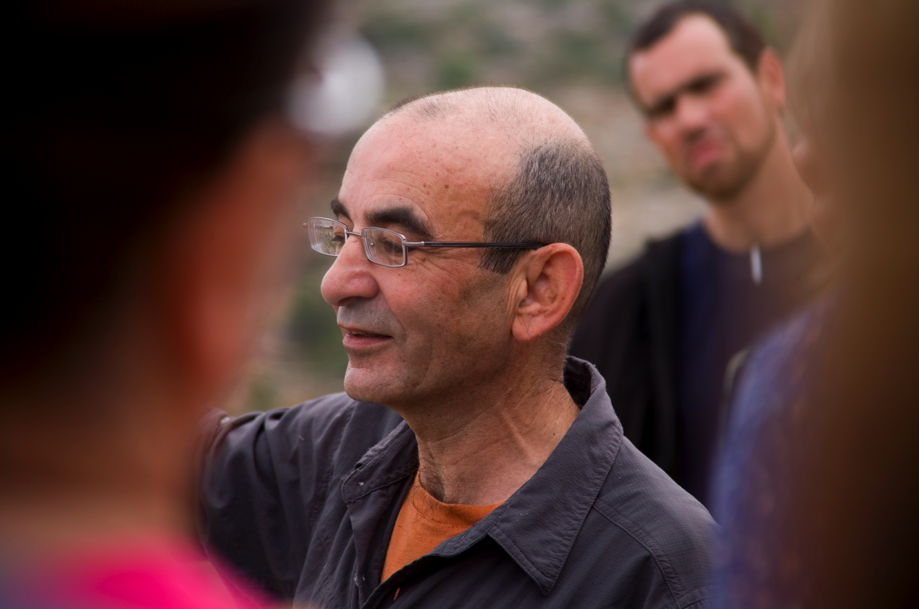
رجا شحادة

## نشأته وأسرته
ولد رجا شحادة لعائلة مسيحية فلسطينية في رام الله. كان جده «سليم» قاضيا في محاكم الانتداب البريطاني على فلسطين. وقد أسس عمه الصحفي نجيب نصار صحيفة الكرمل في حيفا في السنوات الأخيرة من حكم الإمبراطورية العثمانية، قبل الحرب العالمية الأولى. كان والده «عزيز» أيضا من أوائل الفلسطينيين الذين أيدوا علنا حل الدولتين، وقتل طعنا على يد مجهولين في عام 1985.

## المهن القانونية والأدبية
درس رجا شحادة القانون في لندن. شحادة هو مؤسس منظمة حقوق إنسان تدعى منظمة الحق، هي منظمة تابعة للجنة الحقوقيين الدولية. وقد كتب عدة كتب عن القانون الدولي وحقوق الإنسان والشرق الأوسط. في عام 2008، حصل على جائزة أورويل، جائزة بريطانيا البارزة للكتابة السياسية، لكتابه سرحات فلسطينية. وكان شحادة ينتقد السلطة الوطنية الفلسطينية لاسترجاعها لبلادها. استقال من عمله مستشارا في المعارضة من منظمة التحرير الفلسطينية خلال مفاوضات مدريد للسلام، وينظر في العداء المستمر للشتات الفلسطيني لعدم الفهم مع واقع الفلسطينيين الذين عانوا من الاحتلال لعقود. وصفه محرر صحيفة ذا نيشن (بالإنجليزية: The Nation) البريطانية آدم شاتس بأنه واحد من اثنين قدموا أثرا تكوينيا لفهمه للصراع في الشرق الأوسط.

## أعماله المنشورة
من أعماله المنشورة ما يلي:
- غرباء في المنزل (2002)
- عندما توقف البلبل عن الغناء (2003)
- ملاحظات على التلاشي المناظر الطبيعية[وصلة مكسورة] (2008)
- شرخ في الوقت: سفريات مع عمي العثماني (2010)
- يوميات الاحتلال (2012)
- حيث يتم رسم خط: عبور الحدود في فلسطين المحتلة (عام 2017)
- لغة الحرب ولغة السلام (2015)
- الحياة خلف نقاط التفتيش الإسرائيلية (2017)
- ما الذي تخشاه إسرائيل من فلسطين (2024)[11]
- سرحات فلسطينية (2007)